# Курилски острови
Курилските острови (на руски: Курильские острова; на японски: 千島列島, Чишима рето), наричани накратко само Курили, са вулканични острови между полуостров Камчатка и остров Хокайдо, като отделят Охотско море от Тихия океан.
Разположени са на протежение от 1175 км, общата им площ е около 15 600 km2. Те са част от Сахалинска област на Руската федерация. Включват 20 големи и повече от 30 по-малки острова.

## История
На 13 юни 1643 г. холандският мореплавател Мартин Геритсон де Фриз по време на плаването си в северозападната част на Тихия океан открива островите Итуруп и Уруп и протока Фриз между тях, а на 1 юли същата година – остров Кунашир. През 1697 г. руският първопроходец Владимир Атласов достига до най-южната точка на полуостров Камчатка, открива най-северния остров Шумшу и дава първите сведения за островите. През юли и август 1738 г. руските мореплаватели Мартин Шпанберг (от датски произход) и Уилям Уортън (от английски произход) по време на плаването си към Япония откриват, картират и наименуват съответно: първият 31 острова от Северната група до протока Фриз; вторият – 26 острова от Южната група. На базата на техните открития през 1745 г. тези острови са нанесени на „Генералната карта на Руската империя“ в издадения Академичен атлас. През юни 1805 г. първият руски околосветски мореплавател Иван Крузенщерн подробно картографира част от северната група до протока Надежда.
На 26 януари (7 февруари) 1855 г. между Русия и Япония е подписан т.нар. договор от Шимода, според който Курилските острови са поделени по протока Фриз – на север за Русия, а на юг за Япония. На 25 април (7 май) 1875 г. в Санкт Петербург е подписан нов договор, който предоставя целите Курилски острови на Япония. След приключването на Втората световна война Курилските острови изцяло са присъединени към СССР. Островите имат важно геостратегическо значение. Принадлежността им към Русия се оспорва от Япония.

## География

### Положение
Островите се състоят от две паралелни вериги, представляващи върхове на мощни подводни хребети: Голяма Курилска верига, разтегната на 1175 km и Малка Курилска верига – 120 km, отделена от първата чрез Южнокурилския проток. Помежду си островите се делят от множество протоци, като два от тях Крузенщерн и Бусол разделят Голямата Курилска верига на 3 части: северна, средна и южна.
Северна група
- Шумшу (яп. 占守島 Сюмусю-то:)
- Атласов (Алаид) (яп. 阿頼度島 Арайдо-то:)
- Парамушир (яп. 幌筵島 Парамусиру/Хоромусиро-то:)
- Анциферов (яп. 志林規島 Сиринки-то:)

- Маканруши (яп. 磨勘留島 Маканруси-то:)
- Скали Авос (яп. アボス, 帆掛岩 Абосу, Хокаке-ива)
- Онекотан (яп. 温禰古丹島 Оннекотан-то:)
- Харимкотан (яп. 春牟古丹島 Харимукотан-то:)
- Чиринкотан (яп. 知林古丹島 Тиринкотан-то:)
- Екарма (яп. 越渇磨島 Екарума-то:)

Средна група
- Шиашкотан (яп. 捨子古丹島 Сясукотан-то:)
- Скали Ловушки (яп. 牟知列岩 Мусирурэцу-ган)
- Райкоке (яп. 雷公計島 Райкоке-то:)
- Матуа (яп. 松輪島 Мацува/Мацуа-то:)
- Расшуа (яп. 羅処和島 Расуцуа/Расьова/Расюва-то:/)
- Скали Среднев (яп. 摺手岩 Суриде-ива)
- Острови Ушишир (яп. 宇志知島 Усисиру/Усити-то:)
- Рипонкича (яп. Руйпонкитя)
- Янкича (яп. Янкитя)
- Кетой (яп. 計吐夷島 Кетои-то:)
- Симушир (яп. 新知島 Симусиру-то:)
- Броутон (яп. 武魯頓島 Буротон-то:)
- Острови Черните братя (яп. 知理保以諸島 Тирихои-сёто:)
- Чирпой (яп. 知理保以島 Тирихои-то:)
- Брат Чирпоев (яп. 知理保以南島 Тирихои-минамидзима)

Южна група
- Уруп (яп. 得撫島 Уруппу-то)
- Итуруп (яп. 択捉島 Еторофу-то)
- Кунашир (яп. 国後島 Кунасири-то)

Освен тези 3 острова, в южната група влизат и островите от Малката Курилска верига:
- Шикотан (яп. 色丹島 Сикотан-то)
- Острови Хабомаи (яп. 歯舞諸島 Хабомаи-сьото:)
  - Остров на Полонски (яп. 多楽島 Тараку-то:)
  - Острови Осколки
  - Зелени (яп. 志発島 Сибоцу-то:)
  - Танфилиев (яп. 水晶島 Суйсе:-дзима)
  - Юрий (яп. 勇留島 Юри-то:)
  - Острови Дьомин (яп. 春苅島 Харукари-то:)
  - Анучин (яп. 秋勇留島 Акиюри-то:)
  - Сигнален (яп. 貝殻島 Каигара-дзима)

### Геология, изкопаеми
Всеки от островите е вулкан, фрагмент от вулкан или верига вулкани, съединени помежду си в подножията си или са разделени от ниски провлаци. Релефът е планински, с преобладаващи височини от 500 до 1000 m. Максимална височина връх Алаид (2339 m) на остров Атласов. Равнини са остров Шумшу и Малката Курилска верига. Голяма част от бреговете са стръмни или терасирани, а ниските провлаци – пясъчни. Удобни заливи няма.
Голямата Курилска верига е изградена предимно от вулканогенни наслаги. най-древни са тези на Малката Курилска верига и са от епохата на кредата. Тези наслаги са плътно споени в конгломерати и са усложнени от вторични разломи. Върху тях хаотично са разположени съвременните вулкани. В Голямата Курилска верига са известни 160 вулкана, действали в антропогена, в т.ч. 104 вулкана – в холоцена. В лавата на вулканите са открити отломки от ксенолити, метаморфни скали (амфиболити, пироксин-амфибилови и кристалинни шисти), които изграждат фундамента на островите. Проявяват се чести и силни земетресения.
От полезните изкопаеми най-известни са находищата на сяра и термални води, а също малки залежи на живак, мед, калай и злато.

### Климат, води, почви
Климатът е умерено студен, мусонен. Средна февруарска температура от -6 до -7 °C с минимални зимни температури до -25 °C. Средна августовска температура от 10 °C на север до 17 °C на юг. Годишната сума на валежите варира от 1000 mm на юг до около 600 mm на север, като 25% от тях падат през зимата. Студеното Курилско течение охлажда Курилските острови, особено техните северни и средни части и тихоокеанските склонове на южните части и способства за създаването на продължителни мъгли, а склоновете на южните острови, обърнати към Охотско море се загряват от топлото течение Соя, като лятото тук е с много малко мъгли. Зимният мусон и циклоните от полярния фронт причиняват чести виелици и щормове. Най-много слънчеви дни има през есента, но тогава се проявяват най-често силните тайфуни с ураганни ветрове.
На островите има многочислени малки реки и ручеи, като някои от тях са минерализирани. Има много езера, в т.ч. кратерни, моренни и лагунни. Някои от малките острови са безводни.
Почвите са предимно ливадни и алувиални, а в горския пояс – слабо оподзолени с примеси от вулканични материали.

### Растения, животни
На Курилските острови виреят 992 вида растения, в т.ч. 43 вида дървета, 93 вида храсти и полухрасти, 9 вида лиани, 5 вида бамбук и 842 вида треви. 26 вида са ендемични. Растителността в северната и средната част на островите е сходна с тази на полуостров Камчатка (кедров и смърчов клек, каменна бреза, курилски бамбук). В южните части растителността е сходна с тази на остров Хокайдо – смесени борово-сърчови и широколистни гори, преплетени с лиани и мощен бамбук. В Малката Курилска верига преобладават пасищата и блатата.
На север фауната е сходна с тази на полуостров Камчатка, а на юг – с тази на остров Хокайдо. Тук обитават мечка, лисица (чернокафява и червена), хермелин и др. Множество морски птици и морски млекопитаещи.

## Население
Преди идването на японците и руснаците на Курилските острови живее народността айну (айнами). В науката има 2 версии за техния произход – според едната народът айну е дошъл от Австралия, а според другата това е манджурски народ, дошъл на островите от Далечния изток на територията на днешна Русия.
Днес от народа айну са останали около 50 000 души, като малко повече от половината от тях живеят в Япония, а другата половина – в Русия. Характерен за народа айну е фактът, че те имат европеидни черти на лицата, бял цвят на кожата и са значително по-едри от съвременните японци. Езикът им е слабо изследван, а днес практически се счита за умиращ език, защото голяма част от айну говорят само японски или руски, като са забравили родния си език.
Добре развит е риболовът и рибната промишленост.
След Втората световна война, когато островите преминават във владение на СССР, започва новото им заселване.
На 3 август 2006 г. руското правителство взема решение за развитие на Курилските острови с гарантирани държавни инвестиции в инфраструктурата, социалното и здравно обслужване на населението, промишлеността. На заселниците се отпускат заеми, предлагат им се обезщетения и различни привилегии. В резултат на това на всички по-големи острови като Парамушир, Итуруп, Кунашир, възникват малки градчета с добре развита инфраструктура. На по-малките са създадени гранични застави или метеорологични станции, разпределени са отделни военни части. Някои от най-малките острови остават необитаеми.